# Championnats du monde juniors de ski alpin 2009
Navigation
Édition précédente Édition suivante
La 28e édition des Championnats du monde juniors de ski alpin se déroule du 28 février 2009 au 8 mars 2009 à Garmisch-Partenkirchen en Allemagne. Le pays, qui organise pour la première ce rendez-vous annuel, prépare les Championnats du monde de ski alpin 2011 qu'organisent la station bavaroise.

## Podiums

### Hommes
| Épreuve            | Médaille d'or           | Médaille d'argent | Médaille de bronze |
| Descente 04/03     | Andy Plank              | Dominik Paris     | Andreas Romar      |
| Super G 04/03      | Manuel Kramer           | Marcel Hirscher   | Dominik Paris      |
| Slalom géant 05/03 | Alexis Pinturault       | Bjoern Sieber     | Marcel Hirscher    |
| Slalom 06/03       | Jesper Riis-Johannessen | Tommy Ford        | Nolan Kasper       |
| Combiné 06/03      | Sepp Gerber             | Dominik Paris     | Giovanni Borsotti  |

### Femmes
| Épreuve            | Médaille d'or       | Médaille d'argent       | Médaille de bronze |
| Descente 06/03     | Marine Gauthier     | Lotte Smiseth Sejersted | Nicole Schmidhofer |
| Super G 04/03      | Viktoria Rebensburg | Mariella Voglreiter     | Anna Fenninger     |
| Slalom géant 02/03 | Viktoria Rebensburg | Tina Weirather          | Karin Hackl        |
| Slalom 01/03       | Denise Feierabend   | Bernadette Schild       | Nina Loeseth       |
| Combiné 06/03      | Federica Brignone   | Karin Hackl             | Elena Curtoni      |

## Tableau des médailles
| Rang | Nation        | Or | Argent | Bronze | Total |
| ---- | ------------- | -- | ------ | ------ | ----- |
| 1    | Italie        | 2  | 2      | 3      | 7     |
| 2    | Allemagne     | 2  | 0      | 0      | 2     |
| 2    | France        | 2  | 0      | 0      | 2     |
| 2    | Suisse        | 2  | 0      | 0      | 2     |
| 5    | Autriche      | 1  | 5      | 4      | 10    |
| 6    | Norvège       | 1  | 1      | 1      | 3     |
| 7    | États-Unis    | 0  | 1      | 1      | 2     |
| 8    | Liechtenstein | 0  | 1      | 0      | 1     |
| 9    | Finlande      | 0  | 0      | 1      | 1     |